# Sielachy (sielsowiet Tomaszówka)
Sielachy (biał. Селяхі, ros. Селяхи) – wieś na Białorusi, w sielsowiecie tomaszowskim, w rejonie brzeskim obwodu brzeskiego, położona nad Bugiem nieco powyżej polskiej miejscowości Szuminka.
Wieś leży na południowych zboczach piaszczystej wydmy porośniętej lasem sosnowym, wznoszącej się nad terenem zalewowym Bugu na 30 m. Jest to najwyższy punkt rezerwatu biosfery "Nadbużańskie Polesie", leżący na wysokości 182 m n.p.m. W pobliżu miejscowości znajduje się dość duże jezioro Sielachy.
Wieś magnacka położona była w końcu XVIII wieku w powiecie brzeskolitewskim województwa brzeskolitewskiego. 
W XIX w. wieś znajdowała się w gminie Przyborowo w powiecie brzeskim guberni grodzieńskiej. 
W okresie międzywojennym Sielachy należały do gminy Przyborowo, a następnie do gminy Domaczewo w powiecie brzeskim województwa poleskiego.
Po II wojnie światowej w granicach ZSRR i od 1991 r. w niepodległej Białorusi. 
Obecnie w Sielachach istnieje przystanek kolejowy Sielachy na trasie między stacjami Kolei Białoruskich: Brześć Centralny – Włodawa (w Tomaszówce).